# Inchy-en-Artois
Inchy-en-Artois ist eine französische Gemeinde mit 576 Einwohnern (Stand: 1. Januar 2022) im Département Pas-de-Calais in der Region Hauts-de-France (vor 2016: Nord-Pas-de-Calais). Sie gehört zum Arrondissement Arras und zum Kanton Bapaume. Die Einwohner werden Inchiaquois genannt.

## Lage
Inchy-en-Artois liegt am Südostrand des Artois an der Grenze zum Département Nord, etwa zehn Kilometer westlich von Cambrai und 22 Kilometer südöstlich von Arras. Nachbargemeinden von Inchy-en-Artois sind Buissy im Nordwesten und Norden, Baralle im Norden, Sains-lès-Marquion im Nordosten und Osten, Mœuvres im Osten und Südosten, Boursies im Süden, Doignies im Süden und Südwesten sowie Pronville-en-Artois im Westen.

## Bevölkerungsentwicklung
| Jahr                       | 1962 | 1968 | 1975 | 1982 | 1990 | 1999 | 2006 | 2013 | 2022 |
| Einwohner                  | 610  | 595  | 576  | 534  | 576  | 556  | 560  | 621  | 576  |
| Quellen: Cassini und INSEE |      |      |      |      |      |      |      |      |      |

## Sehenswürdigkeiten
- Kirche Saint-Martin, nach dem Ersten Weltkrieg wieder errichtet
- Britischer Soldatenfriedhof

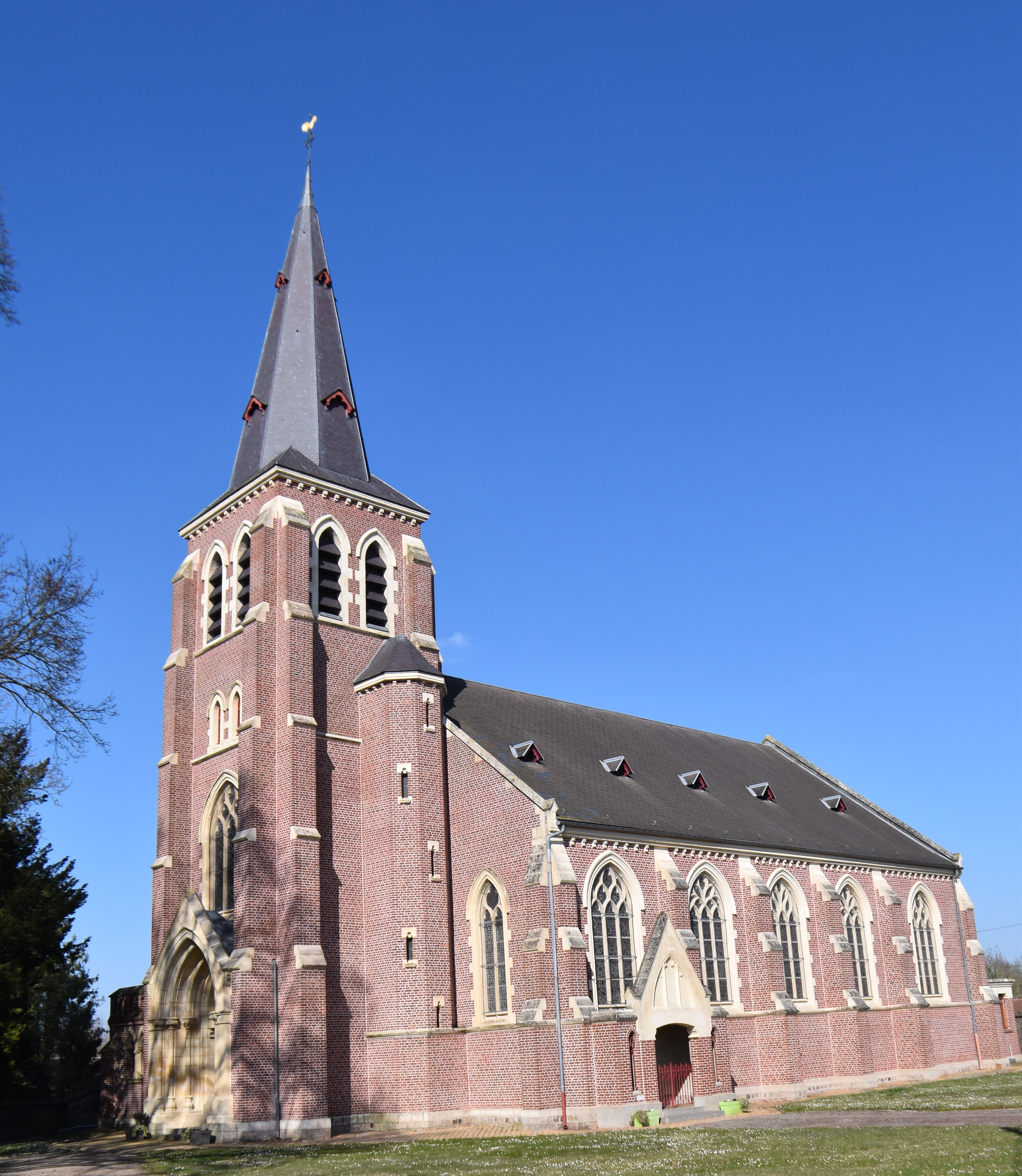
Kirche Saint-Martin
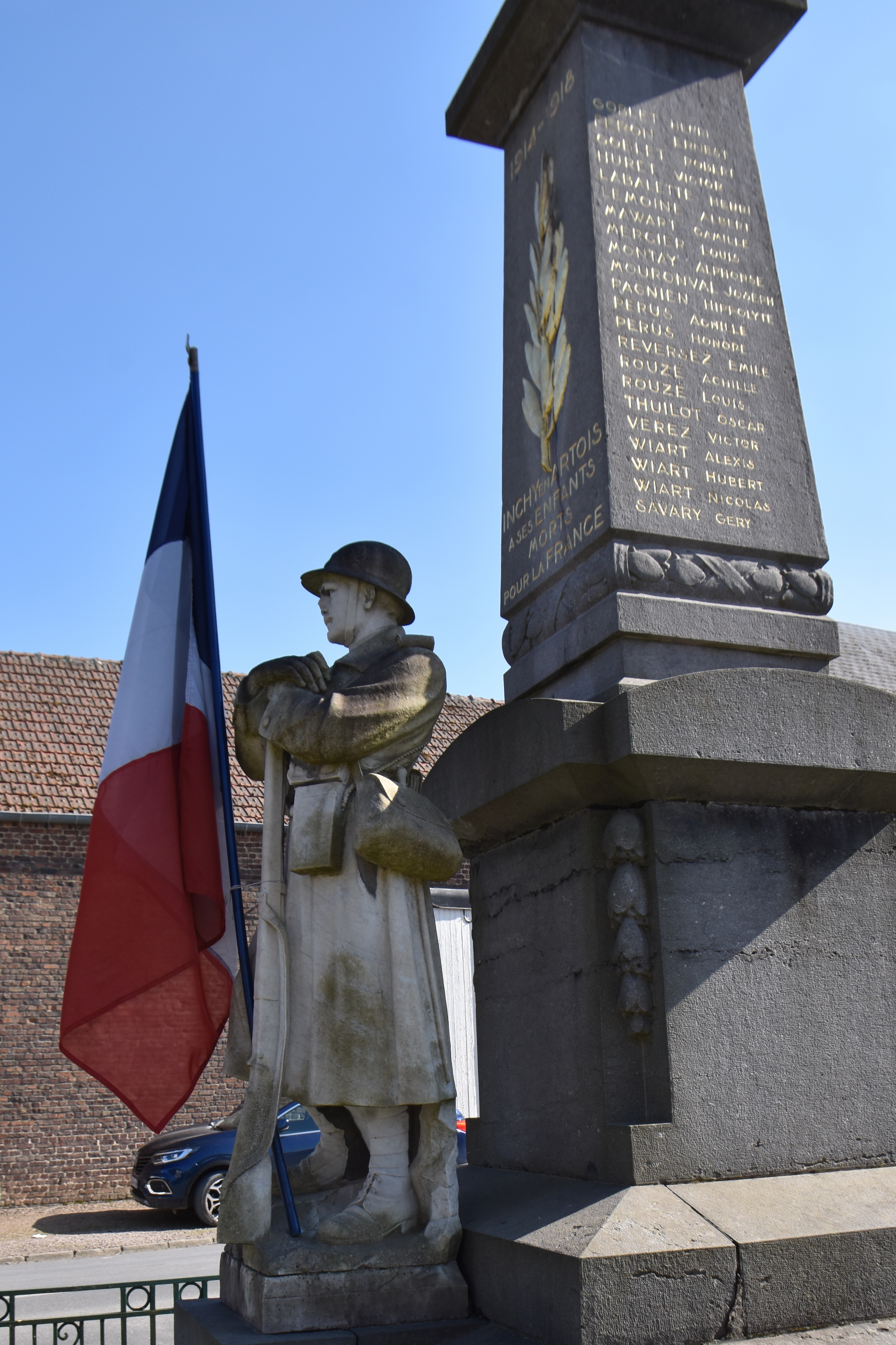
Gefallenendenkmal